# Heinz-Ulrich Wieselmann
Heinz-Ulrich Wieselmann (*  16. April 1913 in Berlin; † 7. Mai 1970) war ein deutscher Motorjournalist.

## Leben
Wieselmann arbeitete bereits mit 25 Jahren bei der AAZ (Allgemeine Automobil Zeitung). Von 1950 bis 1970 war er Chefredakteur der Zeitschrift auto motor und sport sowie der vierteljährlich erscheinenden Motor-Revue. Gemeinsam mit Werner Oswald prägte er den Begriff des Erlkönigs.
Er starb 1970 an den Folgen eines Herzinfarkts.
Im Jahr 2009 zeigte das Hamburger Automuseum Prototyp eine Sonderausstellung mit von Wieselmann aufgenommenen Fotos.

## Schriften
- Als gäbe es kein Morgen. Vom 1. Grand Prix bis Fangio. Die großen Rennen auf klassischen Wagen. Motorbuch-Verlag, Stuttgart 1969.
- Rennfahrer. Mit Fotos von Benno Müller. Motor-Presse-Verlag, Stuttgart 1961.
- Pedro. Gedanken eines Hundes. Mit 20 Fotos des Verfassers. Klasing, Berlin u. a. 1948.
- Unsterbliches Berlin. Klasing, Berlin u. a. 1948.
- Um den Großen Preis. Klasing, Berlin u. a. 1947.

## Einzelbelege
1. ↑  Motor-Rundschau 1948, Nr. 1/2, S. 21

| Personendaten    | Personendaten             |
| ---------------- | ------------------------- |
| NAME             | Wieselmann, Heinz-Ulrich  |
| KURZBESCHREIBUNG | deutscher Motorjournalist |
| GEBURTSDATUM     | 1913                      |
| GEBURTSORT       | Berlin                    |
| STERBEDATUM      | 7. Mai 1970               |